# Mário Mendonça
Mário Mendonça (Rio de Janeiro, 6 de agosto de 1934) é um pintor brasileiro.
Autodidata, fez cursos de pintura com Ivan Serpa, Emeric Marcier e com Aloísio Carvão. É considerado o maior artista brasileiro de arte sacra contemporânea, com diversas exposições individuais no Brasil e na Europa. Pintou painéis, afrescos e pinturas em igrejas no estado do Rio de Janeiro e possui quadros em coleções importantes, como as do Museu do Vaticano e de cidades como Nova Iorque, Paris, Londres, Madri, Lisboa, Berlim, Sófia, Pequim e Tóquio.